# Real TV
Real TV (o RTV) noto anche come Road Television è stato un programma televisivo italiano.

## Il programma
Il programma trasmetteva filmati amatoriali che ritraevano situazioni reali particolarmente drammatiche o tali da suscitare forte suspense ed è stato ribattezzato "La tv della realtà". Nel corso degli anni le immagini sono state commentate da Tony Severo e da Gianluca Iacono.

### Edizioni e conduttori
Il programma andò in onda su Italia 1 in varie edizioni con vari conduttori:
- 1998 - Marco Liorni
- 1999-2003 - Guido Bagatta e Roberta Cardarelli
- 2004 - Daniel Ducruet
- 2005-2007 - Ainett Stephens
- 2008 - Cristina Chiabotto[2]
- 2009-2011 - Raffaella Fico e Melita Toniolo